# Ein Sommer im Elsass (2012)
Ein Sommer im Elsass ist ein deutscher Liebesfilm des Regisseurs Michael Keusch, der auch das Drehbuch schrieb, aus dem Jahr 2012. In der Hauptrolle verkörpert Tanja Wedhorn die frisch verlobte Jeanine Weiss und Jean-Yves Berteloot den Elsässer Marc von der Lohe. Tragende Rollen sind mit Rüdiger Vogler, Renate Krößner und Gerhard Garbers besetzt. Es handelt sich um die fünfte Folge der Ein Sommer in ...-Filmreihe des ZDFs, die an wechselnden Schauplätzen der Welt spielt.

## Handlung
Jeanine Weiss besitzt in Berlin gemeinsam mit ihrem Verlobten Rüdiger Walter ein Schuhgeschäft. Seit dem Tod ihrer Mutter ist sie zudem auch noch zur Hälfte Eigentümerin eines Hauses im Elsass. So begibt sie sich auf den Weg dorthin, um ihren Anteil des Hauses an ihren Onkel zu verkaufen, dem die andere Hälfte gehört.
Während der Anreise mit dem Auto ist Jeanine für einen Moment unachtsam, als sie sich ihren Verlobungsring vom Finger zieht und diesen intensiv betrachtet. So wird sie plötzlich gezwungen, einem Esel auszuweichen, der mitten auf der Straße steht und dem attraktiven Marc von der Lohe gehört. In der Folge ist ihr Auto nicht mehr fahrtüchtig. Bereits bei dieser ersten Begegnung mit Marc ist es offensichtlich, dass zwischen den beiden eine innige Zuneigung zu herrschen scheint. Marc kommt Jeanines Bitte nach, ihr Auto mit seinem Traktor abzuschleppen, und so erreicht sie ihren Zielort. Auf der Fahrt vertieft sich die Sympathie zwischen Jeanine und Marc füreinander noch weiter.
Am Zielort angekommen muss Jeanine jedoch zur Kenntnis nehmen, dass ihr Onkel selbst im Begriff ist, seine Hälfte des Hauses zu verkaufen. Er betreibt darin eine kleine Schuhmacherwerkstatt und hat vor, die noch anstehenden Aufträge abzuarbeiten und dann den Laden zu schließen, um sich anschließend nur noch um seinen Weinberg zu kümmern.
Jeanine, die eigentlich nur im Sinn hatte, so schnell wie möglich nach Berlin zurückzukehren, wird somit gezwungen, ihrem Onkel bei der Abarbeitung der Aufträge zur Hand zu gehen. So entdeckt sie das in ihr immer noch verborgene handwerkliche Talent, Schuhe zu reparieren. Doch sie kommt noch zu einer weiteren Erkenntnis: Sie lernt es, wieder die landschaftliche Ruhe zu genießen, fernab vom hektischen Leben in der Großstadt.
Letztlich verläuft alles anders, als zunächst geplant: Jeanine beendet am Telefon die Verlobung mit dem in Berlin verbliebenen Rüdiger, übernimmt den Schuhladen ihres Onkels, geht mit Marc eine Liebesbeziehung ein und beschließt, nicht mehr nach Berlin zurückzugehen.

## Produktion
Sam Davis produzierte den Liebesfilm für die Rowboat Film- und Fernsehproduktion (Köln). Gedreht wurde in Berlin und im Elsass.

## Erstausstrahlung und Filmtitel im Ausland
Ein Sommer im Elsass wurde am 15. April 2012 erstmals im ZDF ausgestrahlt. In Spanien erfolgte die Erstausstrahlung am 22. Januar 2015, dort unter dem Titel Un verano en Alsacia.

## Kritik
TV Spielfilm resümierte: „Totale Vorhersehbarkeit gehört zu den Prinzipien dieses Sendeplatzes. Der Rest ist eine lockere Ode an Savoir-vivre, Idylle, gutes Essen, Cannabis-Anbau für den Eigenbedarf (doch, doch!) und wahre Liebe. Den Actionpunkt gibt’s für das Traktorenrennen“. Das Fazit der Programmzeitschrift lautet: „Schema F, aber sonnig und nett besetzt“.
Rainer Tittelbach urteilte anerkennend: „Ein aufgeklärter Wohlfühlfilm, superb besetzt, frisch gespielt, beiläufig im Umgangston und für einen Unterhaltungsfilm mit ungewohnt vielschichtigen Dialogen“.
Das Lexikon des internationalen Films ist der Ansicht, dass es sich bei Ein Sommer im Elsass um „einen etwas umständlich entwickelte[n] (Fernseh-)Film [handelt], der sich um Ruhe, Gelassenheit und Genussfähigkeit vor illustrer Elsass-Kulisse dreht“.